# Serpentinisierung
Als Serpentinisierung wird in den Geowissenschaften die Umwandlung von Olivin enthaltenden Gesteinen zu Serpentiniten, bzw. die Bildung von Serpentin-Mineralen aus Olivinen bezeichnet. Beide Vorgänge sind durch verschiedene geochemische Abläufe gekennzeichnet.

## Serpentinisierung von Peridotiten
Serpentinisierung bei der Umwandlung von Peridotiten zu Serpentiniten geschieht bei Temperaturen zwischen 300 und 500 °C und erhöhtem Druck im lithosphärischen Erdmantel. Dieser Vorgang wird im Artikel Serpentinit ausführlich beschrieben.

## Serpentinisierung am Ozeanboden
Serpentinisierung nennt man auch jene Veränderungen, die durch Zersetzung von Olivinen durch Hydratation (also durch Aufnahme von Wasser) bei Temperaturen bis zu 260 °C während der Metasomatose stattfindet. Dieser Vorgang läuft zum Beispiel in der Nähe von mittelozeanischen Rücken ab, wo olivinreiches Mantelgestein mit Meerwasser zusammentreffen kann. Die Umwandlung von eisenhaltigem Olivin unter diesen Bedingungen zu Serpentin und eisenreichem Brucit wird durch folgende Reaktionsgleichung beschrieben:
{\displaystyle \mathrm {2\;Mg_{1,8}Fe_{0,2}[SiO_{4}]+3\;H_{2}O\longrightarrow Mg_{2,85}Fe_{0,15}[(OH)_{4}|Si_{2}O_{5}]+Mg_{0,75}Fe_{0,25}(OH)_{2}} } 
Als weitere Variante sind ebenso Wassereinwirkungen in niedrigmetamorphen Verhältnissen der Grünschieferfazies nennenswert, die zur Serpentinbildung aus Olivinen führt.

## Serpentinisierung als Wasserstoff- und Methanquelle
Auf dem Ozeanboden wird an seiner Spreizungsachse in bis 400 °C heißen Thermalquellen der Schwarzen Raucher und etwas abseits der Spreizungsachse in kühleren (bis etwa 90 °C), alkalischen Thermalquellen vom Typ Lost-City-Hydrothermalquellen mit dem Thermalwasser Wasserstoff (H2) und Methan (CH4) gefördert. Die Wasserstoffbildung wird als Folge der Serpentinisierung angesehen. Der bei der Serpentinisierung gebildete eisenreiche Brucit (siehe Reaktionsgleichung oben) setzt sich mit im Wasser gelöstem Siliziumdioxid (SiO2) zu Serpentin, Magnetit (Fe3O4), Wasser und Wasserstoff um:
{\displaystyle \mathrm {57\;Mg_{0,75}Fe_{0,25}(OH)_{2}+30\;SiO_{2}\longrightarrow 15\;Mg_{2,85}Fe_{0,15}[(OH)_{4}|Si_{2}O_{5}]+23\;H_{2}O+4\;Fe_{3}O_{4}+4\;H_{2}} }
Summarisch beschreibt die folgende Reaktionsgleichung die Serpentinisierung von Olivin unter Bildung von Magnetit und Wasserstoff:
{\displaystyle \mathrm {6\;Mg_{1,5}Fe_{0,5}[SiO_{4}]+7\;H_{2}O\longrightarrow 3\;Mg_{3}[(OH)_{4}|Si_{2}O_{5}]+Fe_{3}O_{4}+H_{2}} }
Man nimmt an, dass Methan aus dem ebenfalls im Thermalwasser enthaltenen Kohlenstoffdioxid (CO2) und dem bei der Serpentinisierung gebildeten Wasserstoff durch eine Fischer-Tropsch-Synthese entsteht. Eine allgemeine Reaktionsgleichung für die Bildung von Alkanen aus Kohlenstoffdioxid und Wasserstoff bei der Fischer-Tropsch-Synthese ist:
{\displaystyle \mathrm {CO_{2}+\left(2+{\frac {m}{2n}}\right)H_{2}\longrightarrow {\frac {1}{n}}C_{n}H_{m}+2\;H_{2}O} } 
Das Vorkommen von Wasserstoff und Methan in alkalischen Thermalwässern am Ozeanboden wird im Zusammenhang mit der Entstehung von Leben diskutiert: Ein derartiges Milieu wird als günstige Voraussetzung dafür angesehen.
Die Bildung von Methan verläuft nach der Reaktionsgleichung
{\displaystyle \mathrm {CO_{2}+4\;H_{2}\longrightarrow CH_{4}+2\;H_{2}O} }
Weiterhin wird angenommen, dass diese chemischen Reaktionen eine der möglichen Ursachen für das in der Marsatmosphäre nachgewiesene Methan sind.